# NATO現代社会の諸問題に関する委員会
NATO現代社会の諸問題に関する委員会（ナトーげんだいしゃかいのしょもんだいにかんするいいんかい、英語：NATO Committee on the Challenges of Modern Society、略称：NATO/CCMS）は、北大西洋条約機構理事会によって1969年に設立された各国の環境問題やクオリティ・オブ・ライフについての科学研究委員会のこと。
現代社会の諸問題に関する委員会はNATOの一般プログラムであるNATO平和と安全のための科学（SPS）の一部を構成している。